# Pic vert-doré
Piculus chrysochloros
Espèce
Statut de conservation UICN

 LC  : Préoccupation mineure
Le Pic vert-doré (Piculus chrysochloros) est une espèce d'oiseaux de la famille des Picidae.